# Leucolithodes australis
Leucolithodes australis är en fjärilsart som beskrevs av Emilio Ureta 1956. Leucolithodes australis ingår i släktet Leucolithodes och familjen mätare. Inga underarter finns listade i Catalogue of Life.